# Padělek

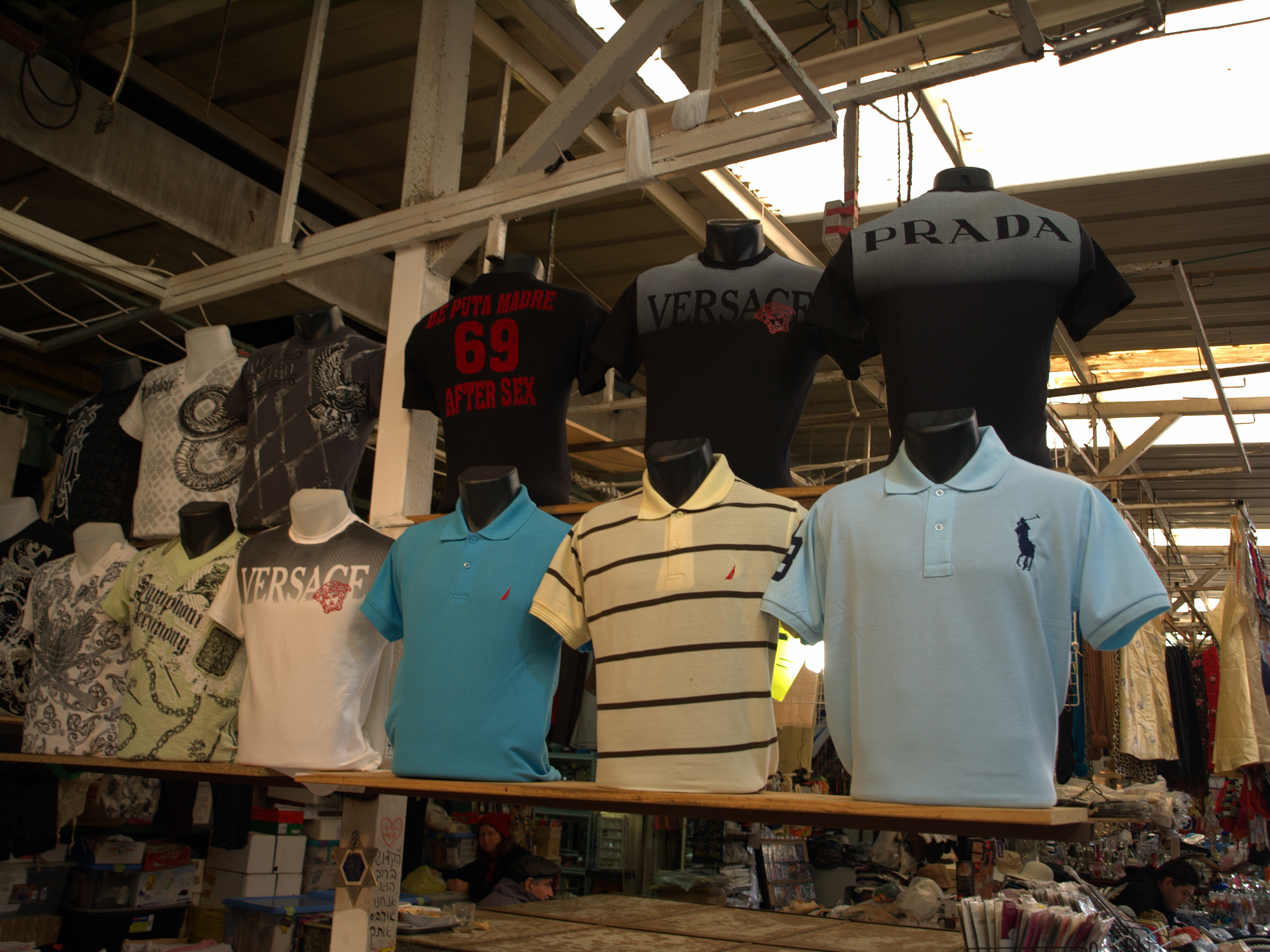
Padělek v obchodech

Padělek, falzifikát, falzum, podvrh nebo fejk (z ang. Fake) je předmět, který se vydává za jiný, obvykle cennější předmět. Jeho původce je padělatel nebo falzátor a jeho činnost je označována jako padělání. Padělky se vyskytují v mnoha oblastech, počínaje platidly (penězokazectví), listinami a dokumenty, přes umělecké předměty, starožitnosti až po průmyslové zboží, zejména značkové. Padělání peněz, výtvarných děl, veřejných listin a ochranných značek jsou samostatné trestné činy, ostatní se mohou trestat jako podvod. Odhaduje se, že komerční ztráty způsobené paděláním v současnosti[kdy?][kde?] dosahují asi 500 miliard USD.

## Padělání peněz
Padělání peněz (neboli penězokazectví) je nezákonné reprodukování platidel, přičemž jsou tyto reprodukce vydávány za pravé. Padělání peněz je téměř v každém státě trestným činem, v některých zemích je dokonce trestáno smrtí. V České republice má právo vydávat peníze pouze Česká národní banka, která je jediným emitentem bankovek a mincí. Česká národní banka také sleduje výskyt padělků mincí a bankovek v oběhu. Počet případů padělání bankovek je výrazně snížen ochrannými prvky a náročnějšími technikami tisku originálních bankovek.
Padělky bankovek se hodnotí podle pětibodové stupnice:
1. neumělý padělek – nevydařená imitace, ochranné prvky zcela chybí, odlišné barevné provedení; tento padělek rozezná i laik
2. méně zdařilý padělek – většinou je použita pouze jedna tisková technika, ochranné prvky chybí; padělek rozezná i pozorný laik
3. zdařilý padělek – je vytištěn pomocí jiných tiskových technik, nejsou napodobeny všechny ochranné prvky
4. nebezpečný padělek – nejsou použity všechny originální tiskové techniky, jednotlivé ochranné prvky jsou dobře napodobené
5. velmi nebezpečný padělek – téměř se neliší od originálu, je použit dokonalý materiál, ochranné prvky jsou dobře napodobené

Padělaná mince stejného vzhledu jako originál, ale z méně hodnotného kovu, se nazývá odražek.

### Padělání peněz a české zákony
Nový trestní zákoník jedná o padělání peněz v paragrafech 233 až 238 a zakazuje nejen samo padělání, ale i držení a používání padělaných peněz, držení padělatelského náčiní a materiálu, a to nejen vzhledem k české, ale i jakékoli jiné měně, k platebním kartám a šekům. O významu padělání svědčí i to, že těmito paragrafy začíná celá Hlava VI o hospodářské trestné činnosti a že trestná je už i příprava k němu. Trestné může být i placení padělanými penězi, jestliže je člověk před tím přijal jako pravé (§ 235 tr. zák.), ale pouze tehdy, dozvěděl-li se poté o jejich padělání a přesto se je snažil udat jako pravé.

## Padělání a pozměňování veřejných listin
Také padělání listin má dlouhou historii a ve starších dobách sloužilo hlavně k dokládání majetkových práv. Trestní zákon výslovně zmiňuje celní a daňové nálepky či pásky (§ 245 tr. zák.), veřejné listiny včetně osobních dokladů (§ 348 tr. zák.), úřední razítka, lékařské zprávy a posudky (§ 350 tr. zák.) a poštovní nebo kolkové známky (§ 246 tr. zák.). Podobnou povahu má padělání puncovních značek na předmětech z drahých kovů.
Padělání listin se objevuje i v historii. Habsburkové padělali Privilegium maius, ale i Oldřich II. z Rožmberka takto získával větší moc.

## Padělání uměleckých děl
Padělkem je například obraz namalovaný tak, aby vypadal jako dílo známého mistra nebo dokument, který předstírá jiného autora nebo stáří. Padělatel je tedy v jistém smyslu protikladem plagiátora, který cizí dílo vydává za své, kdežto padělatel vydává vlastní dílo za cizí. Za jakéhosi krále padělatelů lze považovat nizozemského malíře van Meegerena, který napodoboval obrazy Vermeera a dalších s takovým úspěchem, že je nejen prodával sběratelům, ale oklamal i několik znalců. Člověk, který by výtvarné dílo napodobil v úmyslu, aby bylo považováno za dílo jiného autora, může být podle § 271 trestního zákoníku potrestán až tříletým vězením, pokud by tím získal velký prospěch, až do deseti let.
Z české historie jsou známé i padělky literární, například falešné Rukopisy královédvorský a zelenohorský nebo Velesova kniha. Naopak se nepodařilo dokázat padělání Písně Vyšehradské.

## Padělání značkového zboží
Dalším velmi rozšířeným druhem padělků jsou kopie průmyslového zboží známých značek, které působí známým firmám obrovské škody. Trestní zákoník (§ 268) výslovně uvádí neoprávněné užití cizí ochranné známky na zboží či službě nebo neoprávněné užívání cizí firmy a firmy s ní zaměnitelné.

## Padělky literárních památek
V minulosti se padělaly i literární památky ve snaze dokázat starobylost národní kultury. V některých případech je v různé míře zpochybňováno, že se jedná o falza. Známé případy jsou skotsko-gaelské Ossianovy zpěvy, v českém prostředí Spor o rukopisy královédvorský a zelenohorský nebo ruské Slovo o pluku Igorově[zdroj?]. 
V diplomatice je možné zařadit padělek (falzum) do více skupin podle vzniku a obsahu, například:
1. Zfalšovaná listina – přepis listiny s úpravami původního textu; může se jednat o vypuštění části původního textu, přidání nového neautentického textu nebo nahrazení textu nepravými údaji.
2. Falešná listina – písemnost, která byla vyhotovena jinou osobou nežli vydavatelem v listině uvedeným nebo vznikla v jiném čase než je v ní uveden. Většinou se jedná o písemnosti, které zdánlivě zachycují neuskutečněný právní akt nebo zdánlivě osvědčují nárok, který osobě nikdy nevznikl.

## Padělání v informatice
Slovem spoofing je v informatice označován podvodný nebo škodlivý postup, ve kterém je komunikace odeslána z neznámého zdroje, který se tváří jako zdroj známý přijímači dat. Spoofingu se nejvíce daří v komunikačních mechanismech, které nemají vysoký stupeň bezpečnosti.
IP spoofing označuje vytvoření IP datagramu s falešnou zdrojovou IP adresou, který je následně odeslán počítačovou sítí k cílovému počítači, před kterým má být zatajena totožnost odesílatele. SMS spoofing je technologie, při které jsou SMS zprávy odesílány s podvrženým číslem odesílatele, nebo textového identifikátoru SMS. MAC spoofing je podvržení MAC adresy odesílatele. ARP spoofing je technika, umožňující útočníkovi vydávat se v místní síti za jiný počítač podvržením odpovědi na ARP dotaz. (ARP dotaz slouží k překladu IP adresy příjemce paketu na jeho MAC adresu.) Falšují se také emaily, doménová jména, webové adresy atd.